# Волчанка (Новосибірська область)
Волчанка (рос. Волчанка) — село у Доволенському районі Новосибірської області Російської Федерації.
Входить до складу муніципального утворення Волчанська сільрада. Населення становить 455 осіб (2010).

## Історія
Згідно із законом від 2 червня 2004 року органом місцевого самоврядування є Волчанська сільрада.

## Населення
| 1926 | 2002 | 2007 | 2010 |
| ---- | ---- | ---- | ---- |
| 2791 | ↘594 | ↘545 | ↘455 |